# فهرست والیان لوگر
جدول زیر فهرست والیان ولایت لوگر افغانستان است.

## فهرست
| والی | والی | والی                | دوره                          | جزئیات | یاداشت                                |
| ---- | ---- | ------------------- | ----------------------------- | ------ | ------------------------------------- |
|      |      | ؟؟؟                 | ؟؟؟ دسامبر ۲۰۰۱               |        |                                       |
|      |      | فضل الله مجددی      | دسامبر ۲۰۰۱ اکتبر ۲۰۰۲        |        |                                       |
|      |      | عبدالمالک هموار     | اکتبر ۲۰۰۲ مارس ۲۰۰۴          |        |                                       |
|      |      | محمد امان حمیمی     | ۱۰ مارس ۲۰۰۴ دسامبر ۲۰۰۵      |        |                                       |
|      |      | سید عبدالکریم هاشمی | دسامبر ۲۰۰۵ ۲۰۰۷              |        |                                       |
|      |      | عبدالله وردک        | ۲۰۰۷ ۱۳ سپتامبر ۲۰۰۸          |        |                                       |
|      |      | عتیق الله لودین     | سپتامبر ۲۰۰۸ ۳ آوریل ۲۰۱۲     |        |                                       |
|      |      | محمد طاهر صبری      | ۳ آوریل ۲۰۱۲ ۱۹ سپتامبر ۲۰۱۲  |        |                                       |
|      |      | محمد اقبال عزیزی    | ۲۰ سپتامبر ۲۰۱۲ ۱۶ آوریل ۲۰۱۳ |        |                                       |
|      |      | ارسلا جمال          | ۱۷ آوریل ۲۰۱۳ ۱۵ اکتبر ۲۰۱۳   |        | در عید قربان ۱۹۳۲ در یک مسجد ترور شد. |
|      |      | محمد حلیم فدایی     | ۱۹ مه ۲۰۱۵ ۱۷ فوریه ۲۰۱۸      |        |                                       |
|      |      | انورخان اسحاق‌زی     | ۱۷ فوریه ۲۰۱۸ کنونی           |        | [ ۷ ]                                 |